# Хорембальский, Винсент
Винсент Хорембальский (пол. Wincenty Chorembalski; 11 октября 1890, Завихост, Келецкой губернии, Царства Польского, Российской империи (ныне Свентокшиского воеводства Польши) — 29 сентября 1960, Бендзин) — польский скульптор и художник.

## Биография
Окончил Львовский университет. После начала Первой мировой войны, рядовым сражался в составе польских легионов.
После 1918 года изучал скульптуру и живопись в венской академии изобразительных искусств, позже продолжил своё образование в Германии и Париже. Совершил
путешествие по Европе, посетил Чехословакию, Австрию и Германию. После возвращения на родину, поселился в Сосновце.
Был членом Силезского союза художников и Общества поощрения художеств. В 1924—1929 состоялись выставки его работ.
Участник Региональной художественной выставки Верхней Силезии.
В 1942 году он был арестован фашистами и до конца второй мировой войны заключен в шталаг на острове Рюген. В 1945 году поселился в Бендзине.
Во время войны большинство довоенных работ Хорембальского были уничтожены. Участник зимних салонов скульптур в Радоме в 1950 и 1953 годах.

## Творчество
Винсент Хорембальский — автор нескольких памятников в Польше.
Среди его работ до 1939 года:
- Памятник Станислава Монюшко в Катовице,
- скульптурный рельеф Костюшко в Катовице,
- бюст С. Выспянского в катовицком театре,
- Памятники силезским повстанцам в Хожуве и Тихах
- Памятник знаменитым силезцам в г. Руда-Слёнска
- Бюст И. Падеревского

После войны создал несколько скульптурных проектов в Сосновце и Варшаве.
- Памятник польско-советской дружбе в Бендзине
- Памятник благодарности Красной Армии в Сосновце (проект)
- Бюст Л. Ружицкого и др.